# 8269 Calandrelli
8269 Calandrelli là một tiểu hành tinh vành đai chính với cận điểm quỹ đạo là 2.0175394 AU. Nó có độ lệch tâm là 0.2103645 và chu kỳ quỹ đạo là 1491.71 ngày (4.08 năm).
Calandrelli có vận tốc quỹ đạo trung bình là 18.63352722 km/s và độ nghiêng quỹ đạo là 9.2044 °.
Tiểu hành tinh này được phát hiện ngày 17 tháng 8 năm 1988 ở Osservatorio San Vittore.